# Tore Nobling
Tore Herman Ingemar Nobling, född 4 februari 1908 i Fiholm i Rytterne församling, Västmanlands län, död 31 maj 1962 i Skarpnäcks församling, Stockholm, var en svensk målare och tecknare. 
Han var son till lantbrukaren Herman Nobling och Karin Andersson. Han var huvudsakligen autodidakt som konstnär men studerade några månader vid Otte Skölds målarskola 1947 och studerade figurteckning vid Konstfackskolan 1952–1955. Han tilldelades ett stipendium från Helge A:son Johnsons stiftelse 1955. Separat eller tillsammans med någon annan konstnär ställde han bland annat ut ett flertal gånger i Karlskrona, Landskrona, Trelleborg och Olofström. Hans konst består av skildringar från det blekingska landskapet, speciellt naturen runt Karlskrona utförda i olja, akvarell eller i form av teckningar. Under åren 1937–1945 utförde han en serie akvareller och teckningar med äldre bebyggelse i Karlskrona som numera finns på Blekinge museum. Sitt intresse för lokal kulturhistoria resulterade i boken Det förgångna Karlskrona 1952 som han själv illustrerade.